# Liste der Stationen der Lokalbahn Wien–Baden

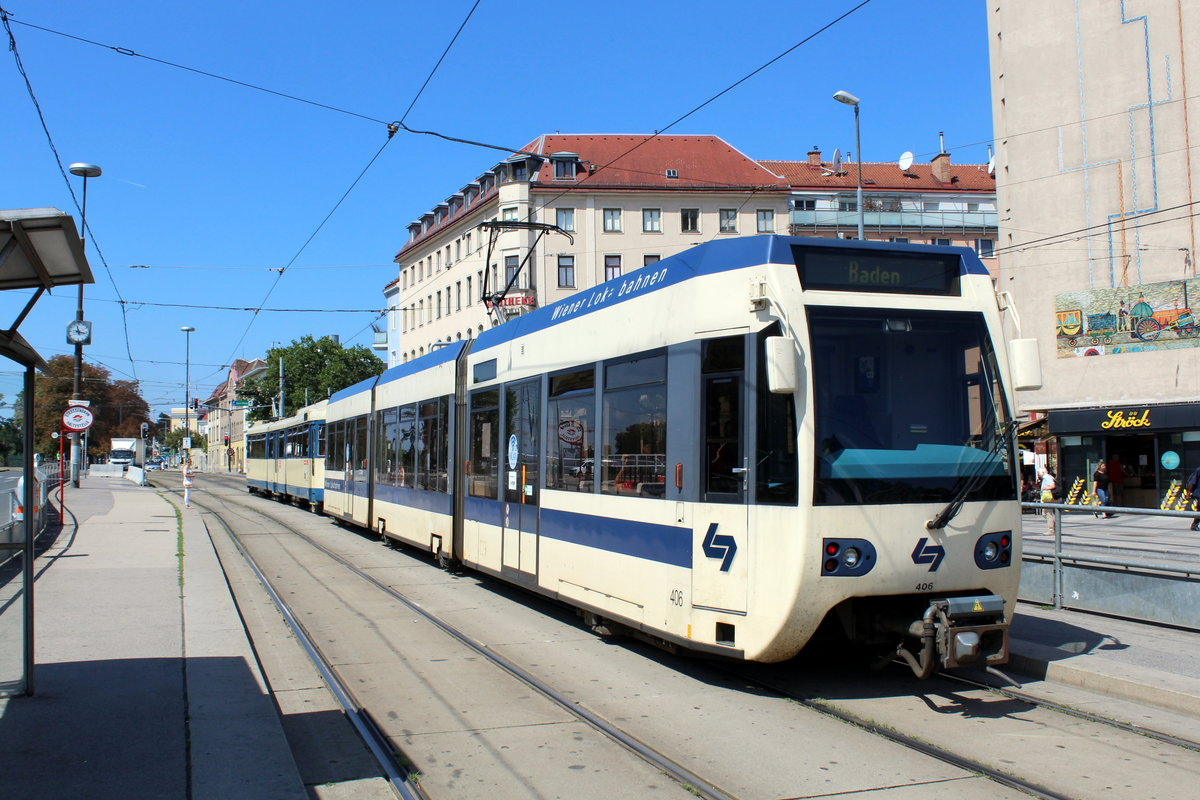
Lokalbahnzug an der Station Bahnhof Meidling auf Straßenbahngleisen

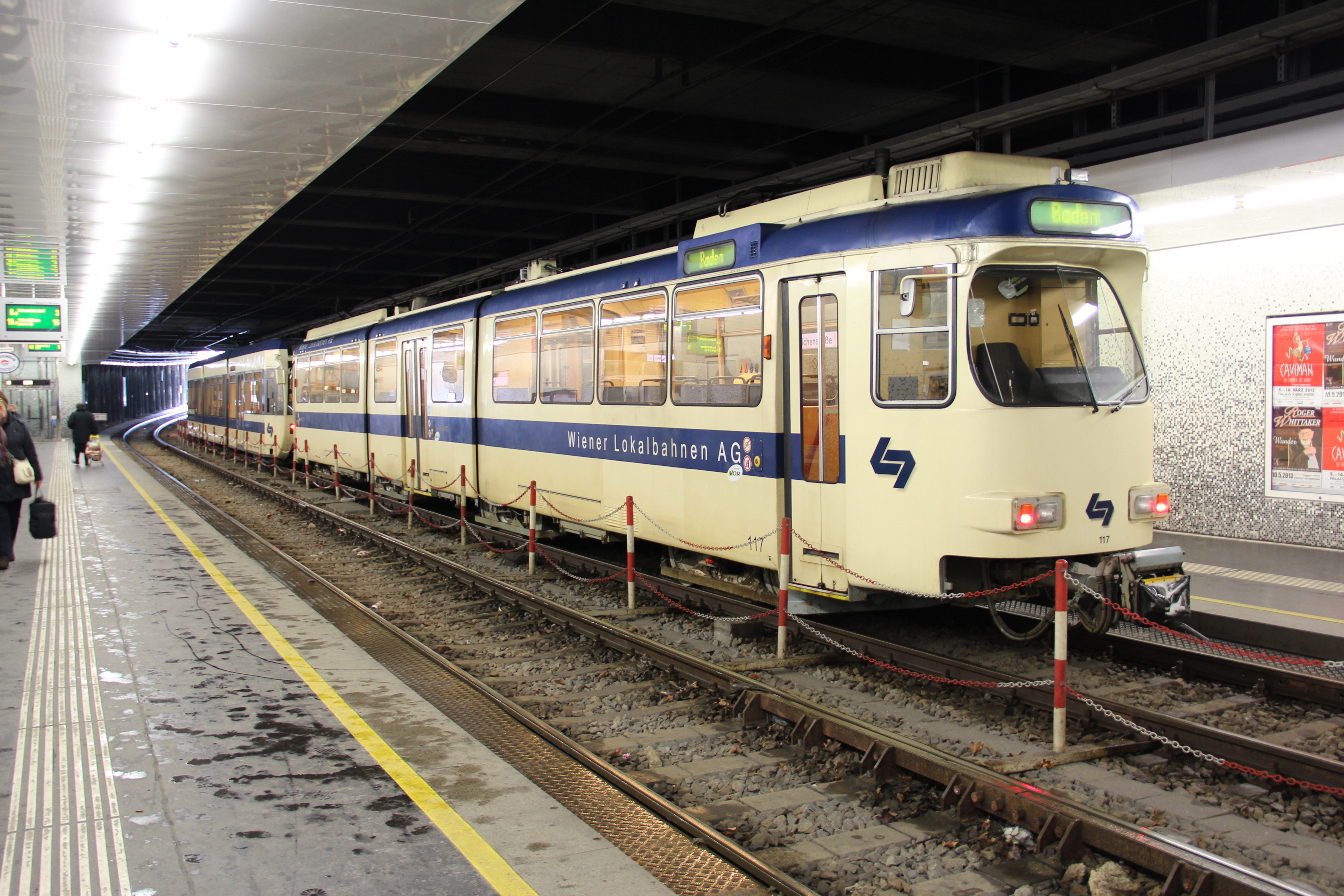
Zug der Badner Bahn (WLB) in der Station Eichenstraße im Tunnel der USTRAB Wien

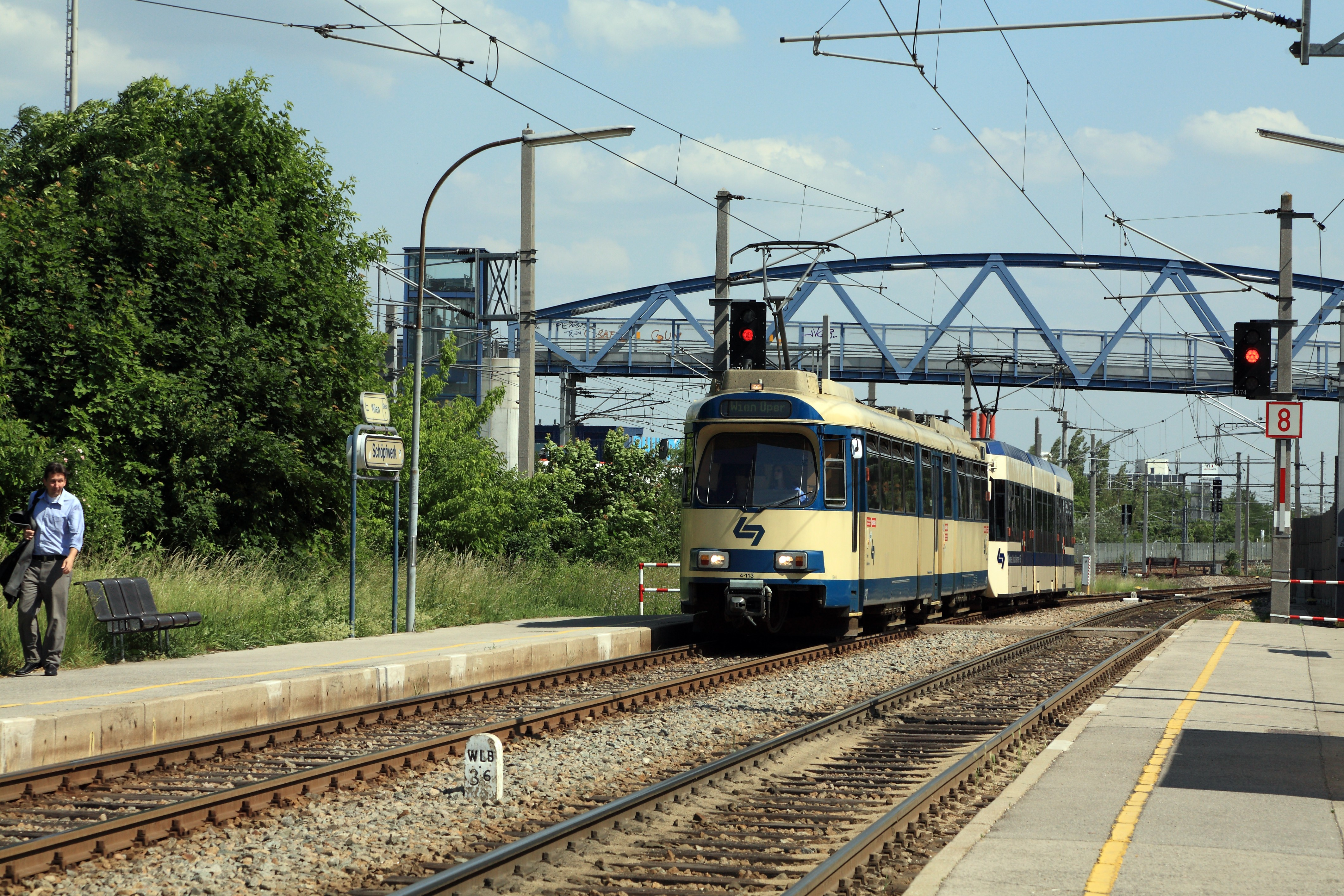
Schöpfwerk

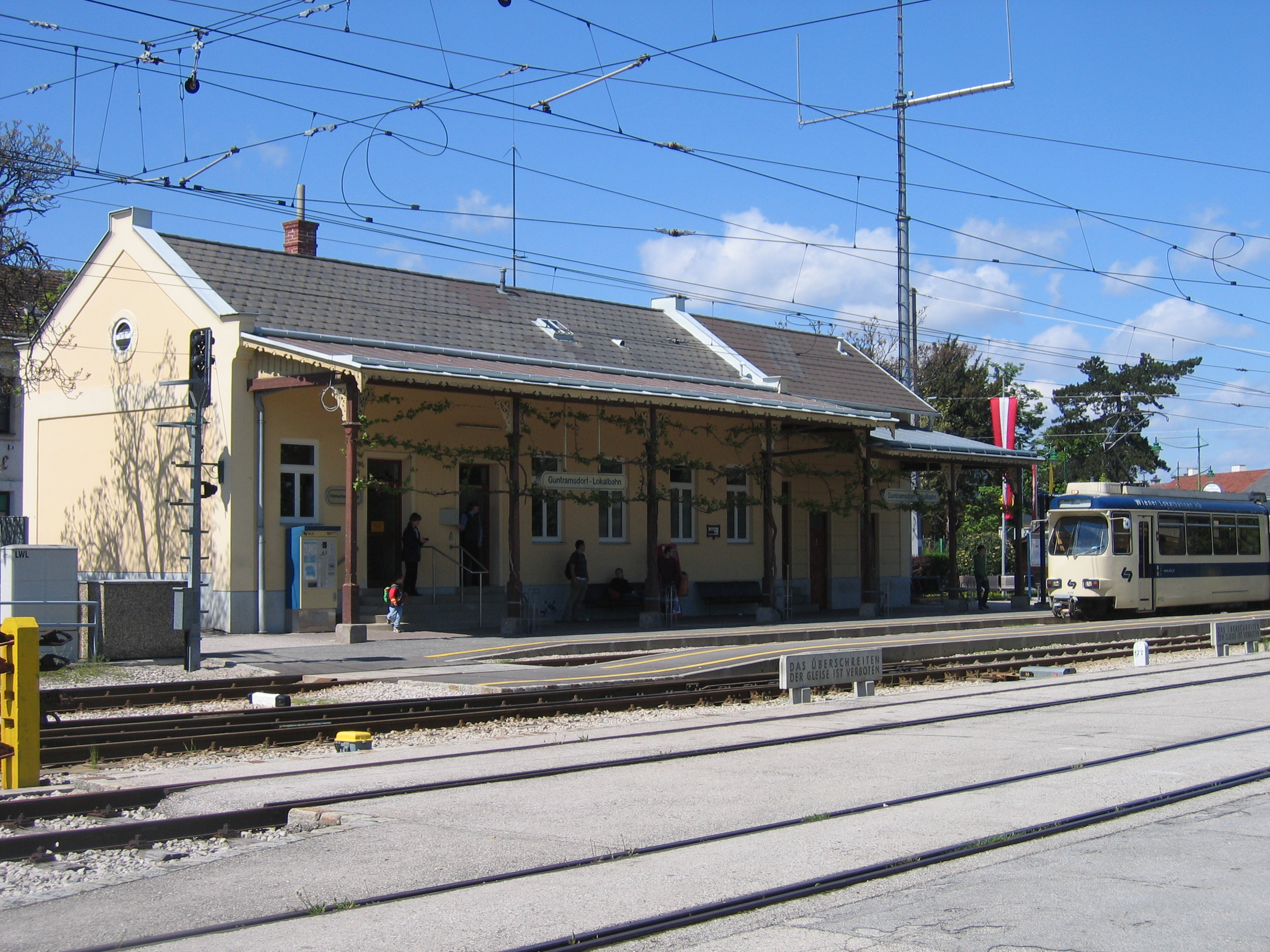
Zug im Bahnhof Guntramsdorf Lokalbahn auf Eisenbahntrasse

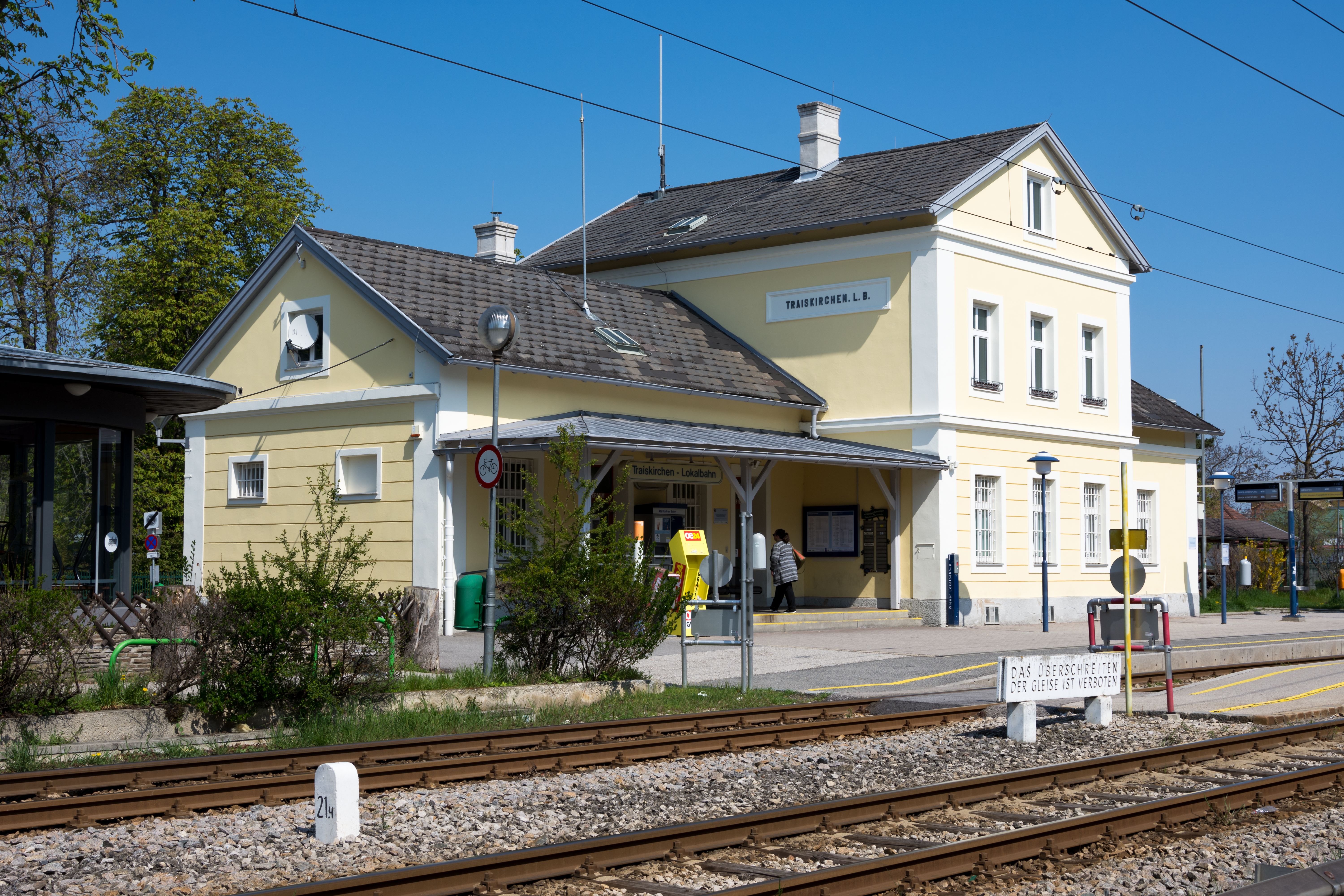
Aufnahmsgebäude der Station Traiskirchen Lokalbahn

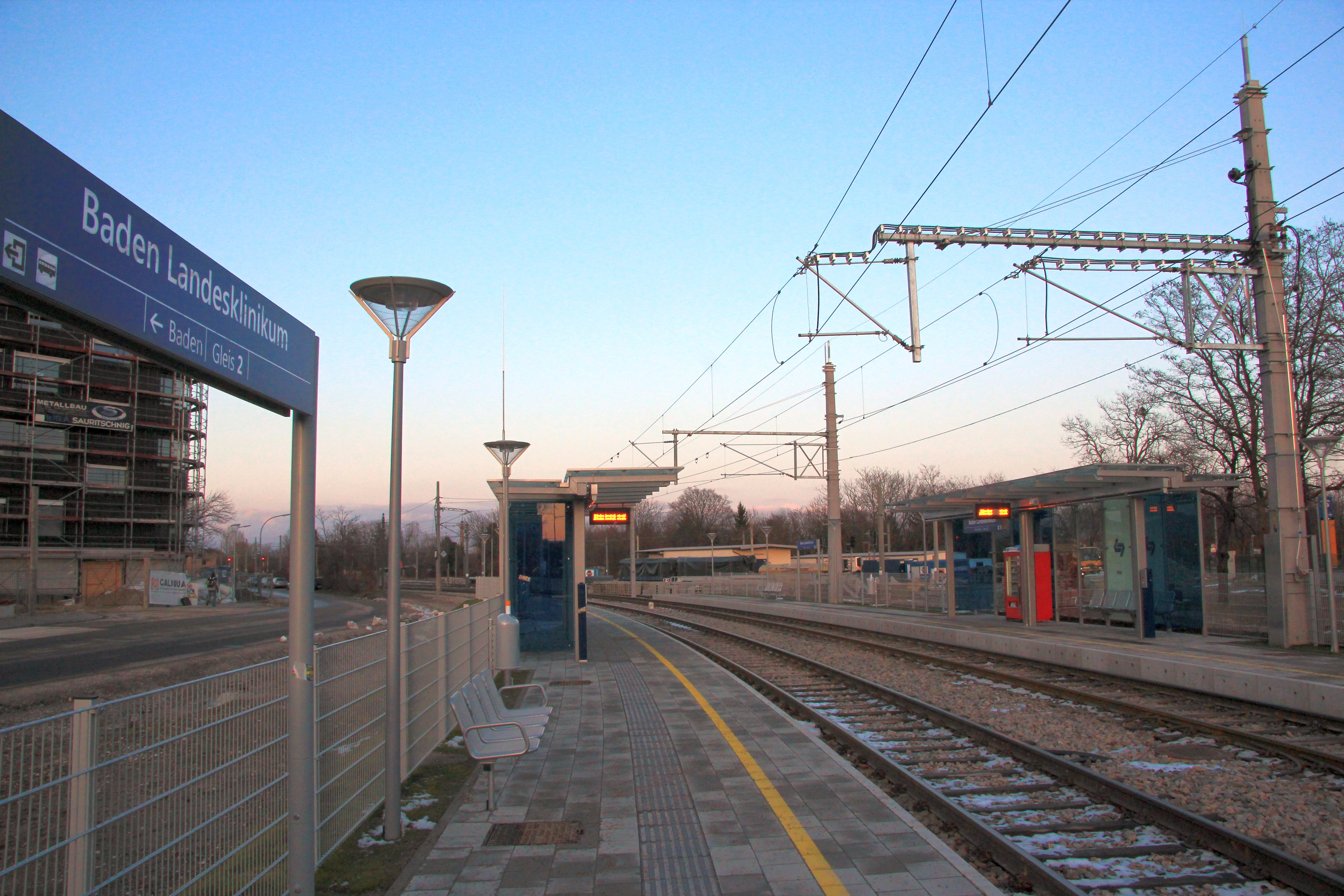
Baden Landesklinikum

Die Lokalbahn Wien–Baden ist neben der Wiener U-Bahn und S-Bahn eines der Hauptverkehrsmittel im Wiener ÖPNV sowie im Regionalverkehr des südlichen Wiener Umlandes. Betrieben wird sie von den Wiener Lokalbahnen Ges.m.b.H., einem Tochterunternehmen der Wiener Stadtwerke. Sie ist Mitglied im Verkehrsverbund Ost-Region. Entlang ihrer Strecke befinden sich 38 Stationen, 20 davon auf dem Wiener Stadtgebiet, davon 15 gemeinsam mit den Wiener Linien benützte Haltestellen; 19 Stationen wurden seit der Inbetriebnahme der Lokalbahn wieder aufgelassen und einige von diesen auch rückgebaut (z. B. Wienerbergstraße). Von anderen Stationen (Waagner-Biro, Union) sind noch Bahnsteigkanten entlang des Unterbaus der Strecke erkennbar. Die Stationen Schönbrunner Allee und Vösendorf-Siebenhirten liegen wenige Meter östlich der Wiener Stadtgrenze bereits in Vösendorf, jedoch dennoch innerhalb der Kernzone Wien des VOR.
Die Standorte der Stationen der Lokalbahn sind weniger stabil als jene der Wiener S- und U-Bahn, Änderungen sind häufiger. Während aufgrund der Entwicklung der Umgebung zahlreiche Stationen aufgelassen wurden (z. B. bei Ziegelwerken), wurden an anderer Stelle neue Stationen eröffnet, bspw. wurde nach Eröffnung der Shopping City Süd eine neue Lokalbahn-Haltestelle gebaut, ebenso wurde die Station Baden Landesklinikum aufgrund des Spitals neu in Betrieb genommen.
Ebenso, jedoch seltener, waren Änderungen der Wegstrecke Grund zur Schließung bzw. Neuerrichtung von Stationen: Das war 2018 der Fall, als der Betriebshof Wolfganggasse samt der gleichnamigen Station aufgelassen wurde und im Ausgleich drei andere Stationen, nun gemeinsam mit der Straßenbahn-Linie 62 betrieben, hinzu kamen.

## Stationen in Betrieb
| Nummer | Station                                  | Lage         | Umsteigemöglichkeiten                       | Sehenswürdigkeiten / Sonstiges                                        | Bezirk / Gemeinde |
| ------ | ---------------------------------------- | ------------ | ------------------------------------------- | --------------------------------------------------------------------- | ----------------- |
| 1      | Wien Oper                                | oberirdisch  | D 2 71 2A 59A ab 2026:                      | Oper, Secession, Albertina                                            | Wien 1            |
| 2      | Karlsplatz (nur Fahrtrichtung Wien Oper) | oberirdisch  | 1 4A ab 2026:                               | Karlsplatz, Karlskirche, Musikverein, Künstlerhaus, Wien Museum       | Wien 4            |
| 3      | Resselgasse                              | oberirdisch  |                                             | Technische Universität Wien                                           | Wien 4            |
| 4      | Paulanergasse                            | oberirdisch  |                                             | Paulanerkirche                                                        | Wien 4            |
| 5      | Mayerhofgasse                            | oberirdisch  |                                             |                                                                       | Wien 4            |
| 6      | Johann-Strauß-Gasse                      | oberirdisch  | 13A                                         | Sterbehaus von Johann Strauss Sohn                                    | Wien 4            |
| 7      | Laurenzgasse                             | unterirdisch |                                             |                                                                       | Wien 5            |
| 8      | Kliebergasse                             | unterirdisch | 18                                          |                                                                       | Wien 5            |
| 9      | Matzleinsdorfer Platz                    | unterirdisch | CJX REX 1 6 14A ab 2028:                    |                                                                       | Wien 5            |
| 10     | Eichenstraße                             | unterirdisch | 6 18 12A                                    | Metzleinstaler Hof                                                    | Wien 5            |
| 11     | Marx-Meidlinger Straße                   | oberirdisch  |                                             |                                                                       | Wien 12           |
| 12     | Flurschützstraße/Längenfeldgasse         | oberirdisch  | 63A                                         |                                                                       | Wien 12           |
| 13     | Aßmayergasse                             | oberirdisch  | 59A                                         |                                                                       | Wien 12           |
| 14     | Dörfelstraße                             | oberirdisch  | CJX REX R                                   |                                                                       | Wien 12           |
| 15     | Bahnhof Meidling                         | oberirdisch  | CJX REX R 62 8A 9A 59A 62A ab 2032–2035: 15 |                                                                       | Wien 12           |
| 16     | Schedifkaplatz                           | oberirdisch  | 7A 7B 15A 62A                               |                                                                       | Wien 12           |
| 17     | Schöpfwerk                               | oberirdisch  |                                             |                                                                       | Wien 12           |
| 18     | Gutheil-Schoder-Gasse                    | oberirdisch  | 16A 65A                                     |                                                                       | Wien 10           |
| 19     | Inzersdorf Lokalbahn                     | oberirdisch  | 65A 66A 67B                                 | Betriebsbahnhof Wien-Inzersdorf, Verwaltung der Wiener Lokalbahnen AG | Wien 23           |
| 20     | Neu Erlaa                                | oberirdisch  |                                             |                                                                       | Wien 23           |
| 21     | Schönbrunner Allee                       | oberirdisch  |                                             |                                                                       | Vösendorf         |
| 22     | Vösendorf-Siebenhirten                   | oberirdisch  | 61A 61B Regionalbusse                       | Grenze Kernzone Wien Vösendorfer Schloss                              | Vösendorf         |
| 23     | Vösendorf Shopping City Süd              | oberirdisch  | Regionalbusse                               | Shopping City Süd, Eventhotel Pyramide                                | Vösendorf         |
| 24     | Maria Enzersdorf Südstadt                | oberirdisch  |                                             |                                                                       | Maria Enzersdorf  |
| 25     | Wiener Neudorf                           | oberirdisch  |                                             |                                                                       | Wiener Neudorf    |
| 26     | Griesfeld                                | oberirdisch  |                                             |                                                                       | Wiener Neudorf    |
| 27     | Neu Guntramsdorf                         | oberirdisch  |                                             |                                                                       | Guntramsdorf      |
| 28     | Guntramsdorf Lokalbahn                   | oberirdisch  | Regionalbusse                               |                                                                       | Guntramsdorf      |
| 29     | Eigenheimsiedlung                        | oberirdisch  |                                             |                                                                       | Traiskirchen      |
| 30     | Möllersdorf                              | oberirdisch  |                                             |                                                                       | Traiskirchen      |
| 31     | Traiskirchen Lokalbahn                   | oberirdisch  | Regionalbusse                               |                                                                       | Traiskirchen      |
| 32     | Tribuswinkel-Josefsthal                  | oberirdisch  |                                             | Schloss Tribuswinkel mit Schlosspark                                  | Traiskirchen      |
| 33     | Pfaffstätten Rennplatz                   | oberirdisch  |                                             |                                                                       | Pfaffstätten      |
| 34     | Baden Melkergründe                       | oberirdisch  |                                             |                                                                       | Baden             |
| 35     | Baden Landesklinikum                     | oberirdisch  | Regionalbusse                               | Landesklinikum Baden                                                  | Baden             |
| 36     | Leesdorf                                 | oberirdisch  |                                             |                                                                       | Baden             |
| 37     | Baden Viadukt                            | oberirdisch  | CJX REX                                     | Bahnhof Baden                                                         | Baden             |
| 38     | Baden Josefsplatz                        | oberirdisch  | Regionalbusse                               | Altstadt                                                              | Baden             |

## Aufgelassene Stationen

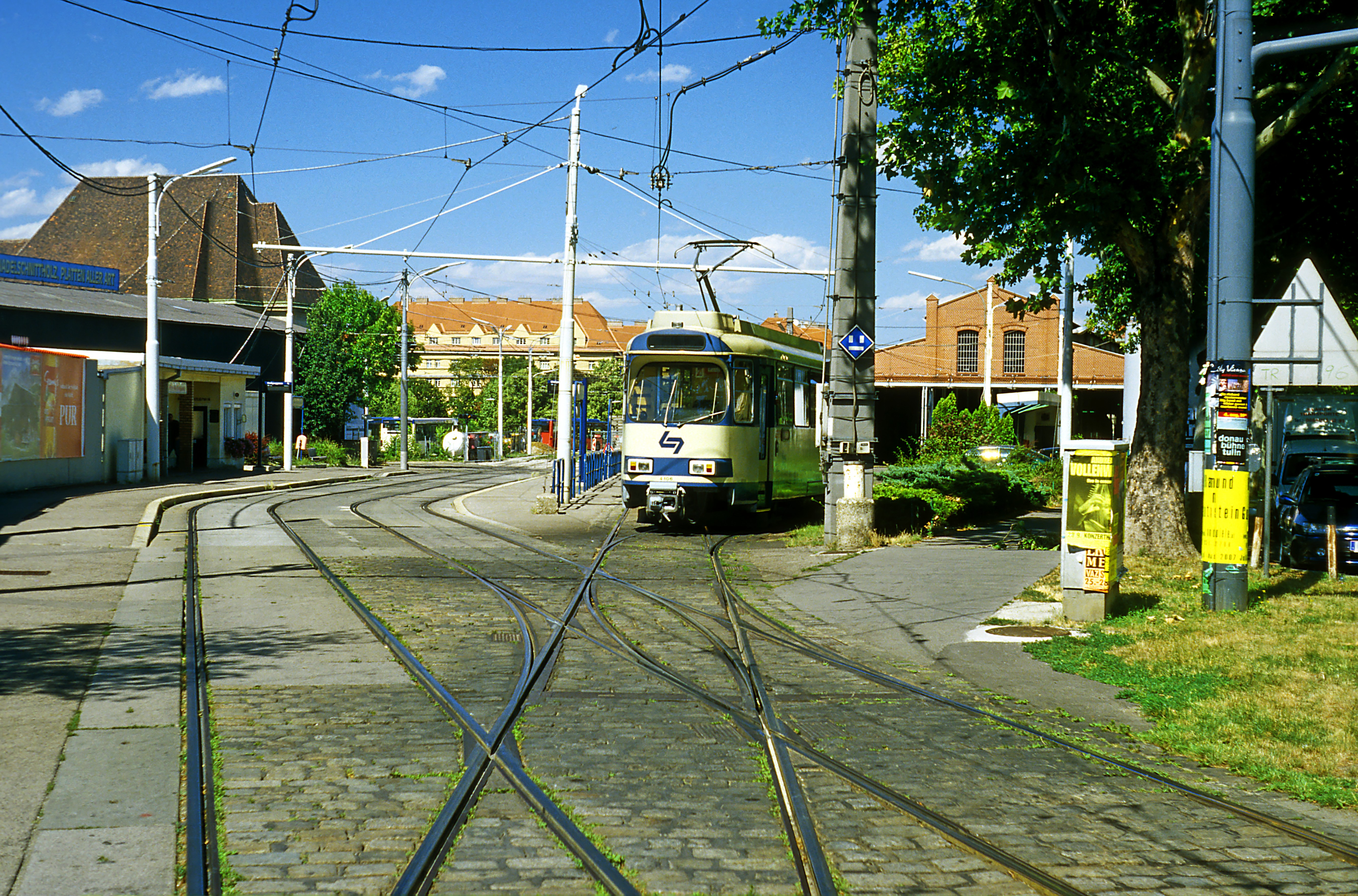
Der Betriebsbahnhof sowie die Station Wolfganggasse wurden zum 31. März 2018 aufgelassen

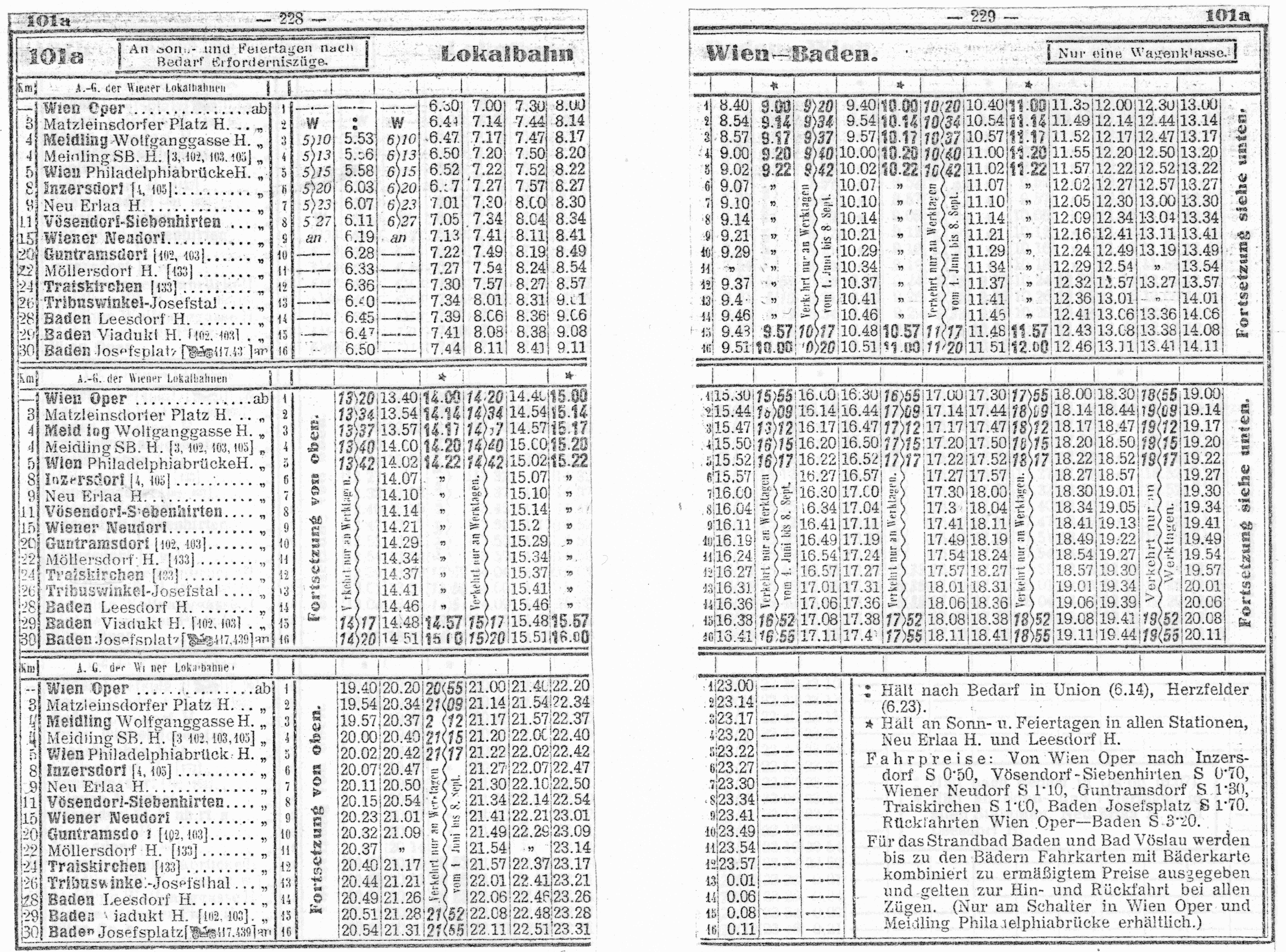
Fahrplan Sommer 1928 mit Erwähnung der nur selten verwendeten Stationen „Union“ und „Herzfelder“ (siehe Kasten rechts unten)

| Nummer | Station                  | Lage        | Umsteigemöglichkeiten                 | Sehenswürdigkeiten/Sonstiges                                                               | Bezirk/Gemeinde |
| ------ | ------------------------ | ----------- | ------------------------------------- | ------------------------------------------------------------------------------------------ | --------------- |
| -      | Wienerbergstraße         | oberirdisch |                                       | Gemeinsame Haltestelle mit der Straßenbahnlinie 64 und wurde am 7. April 1995 aufgelassen. | Wien 12         |
| -      | Wolfganggasse            | oberirdisch |                                       | Im Rahmen der neuen Streckenführung zum 31. März 2018 aufgelassen                          | Wien 12         |
| -      | Altmannsdorf             | oberirdisch |                                       | Zum 4. Dezember 1907 aufgelassen                                                           | Wien 12         |
| -      | Neu Steinhof             | oberirdisch | Pottendorfer Linie zur Donauländebahn | 1922 aufgelassen                                                                           | Wien 12         |
| -      | Block Krottenbach        | oberirdisch |                                       | 1949 aufgelassen                                                                           | Wien 12         |
| -      | Neubergerfeld            | oberirdisch | Ziegelwerkbahn                        | 1902 aufgelassen                                                                           | Vösendorf       |
| -      | Block Krottenbach        | oberirdisch |                                       | 1949 aufgelassen                                                                           | Krottenbach     |
| -      | Krottenbach              | oberirdisch |                                       | 1928 aufgelassen                                                                           | Krottenbach     |
| -      | Neudorf                  | oberirdisch |                                       | 1895 ayfgelassen                                                                           | Wiener Neudorf  |
| -      | Wiener Neudorf Mitte     | oberirdisch |                                       | 1928 aufgelassen                                                                           | Wiener Neudorf  |
| -      | Mödling Laxenburger Bahn | oberirdisch |                                       | 1909 aufgelassen                                                                           | Mödling         |
| -      | Herzfelder               | oberirdisch |                                       | 1931 aufgelassen                                                                           | Mödling         |
| -      | Griesfeld                | oberirdisch |                                       | 1966 aufgelassen                                                                           | Mödling         |
| -      | Biziste                  | oberirdisch |                                       | 1928 aufgelassen                                                                           | Guntramsorf     |
| -      | Guntramsdorf Alt         | oberirdisch |                                       | 1902 aufgelassen                                                                           | Guntramsdorf    |
| -      | Guntramsdorf             | oberirdisch |                                       | 1907 aufgelassen                                                                           | Guntramsdorf    |
| -      | Wienersdorf              | oberirdisch |                                       | 1928 aufgelassen                                                                           | Guntramsdorf    |
| -      | Gaswerk                  | oberirdisch |                                       | 1927 aufgelassen                                                                           | Baden           |
| -      | Baden Wassergasse        | oberirdisch |                                       | 1944 aufgelassen                                                                           | Baden           |

## Mögliche weitere Stationen
Im Jahr 2024 begannen Evaluierungen für den Bau einer möglichen weiteren Station Traiskirchen-Wienersdorf.

## Infrastruktur der Stationen
Die Grundausstattung aller Lokalbahnstationen besteht aus Fahrplänen, Haltestellentafeln, Sitzgelegenheiten und Beleuchtung (teilweise Straßenbeleuchtung). Abgesehen von den Haltestellen entlang der Straßenbahngleise befinden sich an allen Stationen Bahnsteige. Stärker frequentierte Stationen verfügen über elektronische Abfahrtsmonitore und Wetterschutz. Fahrscheinautomaten und Entwerter der Wiener Lokalbahnen AG befinden sich nur an stark frequentierten Halten wie Wien Oper oder Wien Schedifkaplatz, jedoch befinden sich Fahrscheinautomaten und Entwerter auch in allen Fahrzeugen. Stand Oktober 2020 sind noch nicht alle Halte, jedoch die meisten Halte innerhalb Wiens, der Lokalbahn barrierefrei, jedoch werden bei Bahnsteigsanierungen Blindenleitsysteme angebracht, Blindenschrift existiert nicht, akustische Ansagen erfolgen in der Regel nur bei Abweichungen von Regelfahrplan, ein Aufzug existiert nicht an allen Stationen. Kundencenter der Wiener Lokalbahnen AG befinden sich bei den Stationen Wien Oper und Baden Josefsplatz.

## Streckenverlauf der Lokalbahn
Die Züge verkehren zwischen Wien-Oper und Schedifkaplatz auf Straßenbahngleisen, zwischen Laurenzgasse und Eichenstraße im Tunnel der Unterpflasterstraßenbahn Wien. Zwischen Schedifkaplatz und Baden Landesklinikum fahren die Züge auf Eisenbahngeleisen (teilweise über Weichen mit beweglichen Herzstücken), auf dem Endabschnitt bis Baden Josefsplatz wieder auf Straßenbahngleisen.
Seit 2018 verkehrt die Lokalbahn zwischen den Stationen Bahnhof Meidling und Karlsplatz auf der Strecke der Straßenbahn-Linie 62.